# Campbell (Teksas)
Campbell – miasto w Stanach Zjednoczonych, w stanie Teksas, w hrabstwie Hunt.